# Travulja
Travulja (lat. Myriolimon, sin. Myriolepis), maleni biljni rod polugrmova iz porodice vranjemilovki (Plumbaginaceae), raširen po Sredozemlju
Postoje dvije vrste, od kojih jedna vrsta raste i u Hrvatskoj, to je Myriolimon ferulaceum, ili ljuskava travulja.

## Vrste
1. Myriolimon diffusum (Pourr.) Lledó, Erben & M.B.Crespo
2. Myriolimon ferulaceum (L.) Lledó, Erben & M.B.Crespo

## Sinonimi
- Myriolepis (Boiss.) Lledó, Erben & M.B.Crespo; Taxon 52(1): 71 (2003)